# Polizeirabbiner

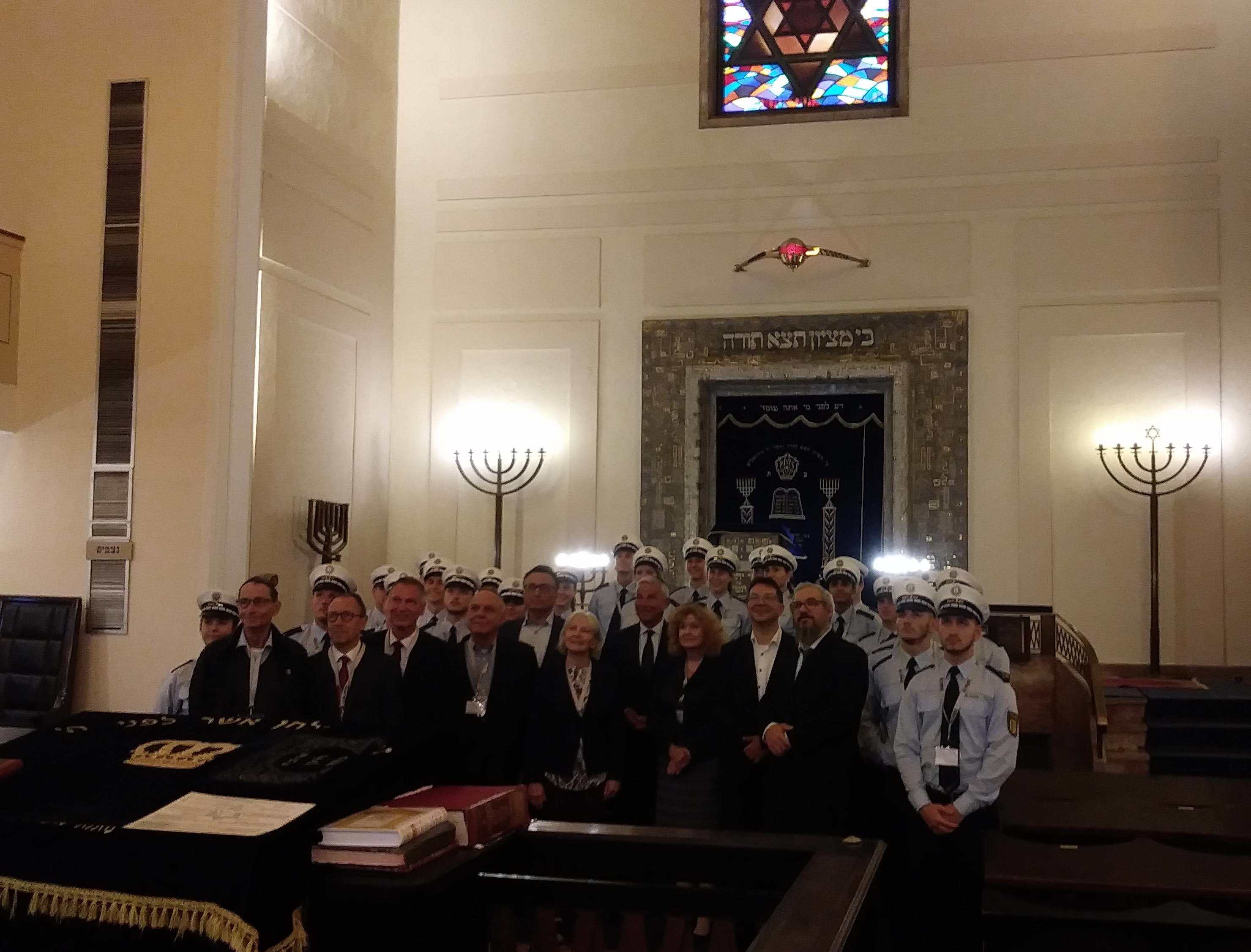
Gruppenfoto mit Polizeischülern anlässlich des gemeinsamen Fachtags Antisemitismus des Innenministeriums Baden-Württemberg in der Stuttgarter Synagoge, 2019

Polizeirabbiner sind Rabbiner deutscher Polizeien. Sie sind analog zu den kirchlichen Polizeiseelsorgern für die Arbeit mit jüdischen und nichtjüdischen Bediensteten bei Polizei und Justiz zuständig.

## Geschichte
Am 30. Dezember 2020 (15. Tevet 5781 nach jüdischer Zeitrechnung) unterzeichneten das Innenministerium des Landes Baden-Württemberg, die Israelitische Religionsgemeinschaft Baden (IKG) für Baden und die Israelitische Religionsgemeinschaft Württembergs (IRGW) für Württemberg eine Vereinbarung über die Benennung von Polizeirabbiner/innen sowie deren Arbeit in der Polizei des Landes Baden-Württemberg, die zum 1. Januar 2021 in Kraft trat und zunächst zwei Jahre lang galt. Damit war Baden-Württemberg das erste Bundesland, das Polizeirabbiner in Anlehnung an die kirchlichen Polizeiseelsorger berufen hatte.
Als Polizeirabbiner für Baden wurde Landesrabbiner Moshe Flomenmann von der IKG Lörrach berufen, für Württemberg der Ulmer Ortsrabbiner der IRGW, Shneur Trebnik.
Die Initiative zur Berufung von Polizeirabbinern ging zurück auf die Erfahrungen des Beauftragten gegen Antisemitismus der Landesregierung Baden-Württemberg, Michael Blume. Dieser empfahl in seinem dem Landtag von Baden-Württemberg am 28. Juni 2019 vorgelegten Bericht im Sinne einer Vorbildfunktion staatlicher Stellen die Einstellung von je einem badischen und württembergischen Polizeirabbiner analog zu den kirchlichen Polizeiseelsorgern für die Arbeit mit jüdischen und nichtjüdischen Bediensteten bei Polizei und Justiz.
Ab 1. September 2022 gibt es auch bei der Polizei Sachsen-Anhalt ein Polizeirabbiner-Team, bestehend aus drei Rabbinern und einer Rabbinerin. Chef des Teams und erster Amtsinhaber ist Landesrabbiner Daniel Fabian.
Anfang November 2022 gab der baden-württembergische Innenminister Thomas Strobl bekannt, dass die Kooperation im Bundesland nahtlos fortgesetzt würde, da die Erfahrungen mit der zunächst für zwei Jahre ausgesprochenen Berufung der beiden Polizeirabbiner durchgehend positiv seien.